# Lockheed MC-130
El Lockheed MC-130 es la designación básica de una familia de aviones de operaciones especiales derivados del avión de transporte militar C-130 Hercules y usados por varias unidades de la Fuerza Aérea de los Estados Unidos, en concreto por el Mando de Operaciones Especiales de la Fuerza Aérea (AFSOC), un ala del Mando de Formación y Educación Aérea, y un ala del Mando de Reserva de la Fuerza Aérea adquirida por el AFSOC. Sus misiones son la infiltración, exfiltración, y reabastecimiento de fuerzas de operaciones especiales, apoyo a operaciones psicológicas, y reabastecimiento en vuelo de (principalmente) helicópteros y convertiplanos de operaciones especiales.
Un MC-130 fue el avión utilizado para lanzar la bomba GBU-43 durante el Bombardeo de Achin en abril de 2017, contra una red de cuevas del Estado Islámico en Afganistán. Dicho explosivo es la mayor bomba no nuclear del arsenal estadounidense.

## Variantes
Entre los miembros de la familia están el MC-130E Combat Talon I, el MC-130H Combat Talon II, el MC-130W Combat Spear, y el MC-130P Combat Shadow. Una variante propuesta del MC-130, designada XFC-130H, no pasó más allá de la etapa de desarrollo, pero uno se convirtió en el avión de pruebas YMC-130H para el Combat Talon II. La Fuerza Aérea está requiriendo la adquisición de al menos 37 aviones MC-130J de nueva producción para reemplazar a los Combat Talon I y Combat Shadow, está previsto que el primero sea recibido en 2011.
El MC-130E fue el primer Combat Talon y fue desarrollado para apoyar las misiones de operaciones especiales clandestinas durante la Guerra de Vietnam. Fueron creados 18 ejemplares a partir de modificar aviones de transporte C-130E existentes, cuatro de ellos fueron perdidos por desgaste, pero los restantes continúan en servicio más de cuatro décadas después de su modificación inicial. En los años 1980 fue desarrollada la versión actualizada Combat Talon II a partir de la variante C-130H del Hercules y entró en servicio en los años 1990. Cuatro de los 24 aviones creados en esta versión fueron perdidos en operaciones. El MC-130W Combat Spear fue implementado en 2006 como un programa rentable para complementar la fuerza Combat Talon II, 12 ejemplares basados en la misma estructura. La versión MC-130P Combat Shadow es una redesignación de parte del inventario de aviones HC-130, desarrollado durante la Guerra de Vietnam para operaciones de búsqueda y rescate, varios de los cuales fueron desviados al AFSOC en los años 1980 para proporcionarles estos aparatos con capacidad de reabastecimiento en vuelo.

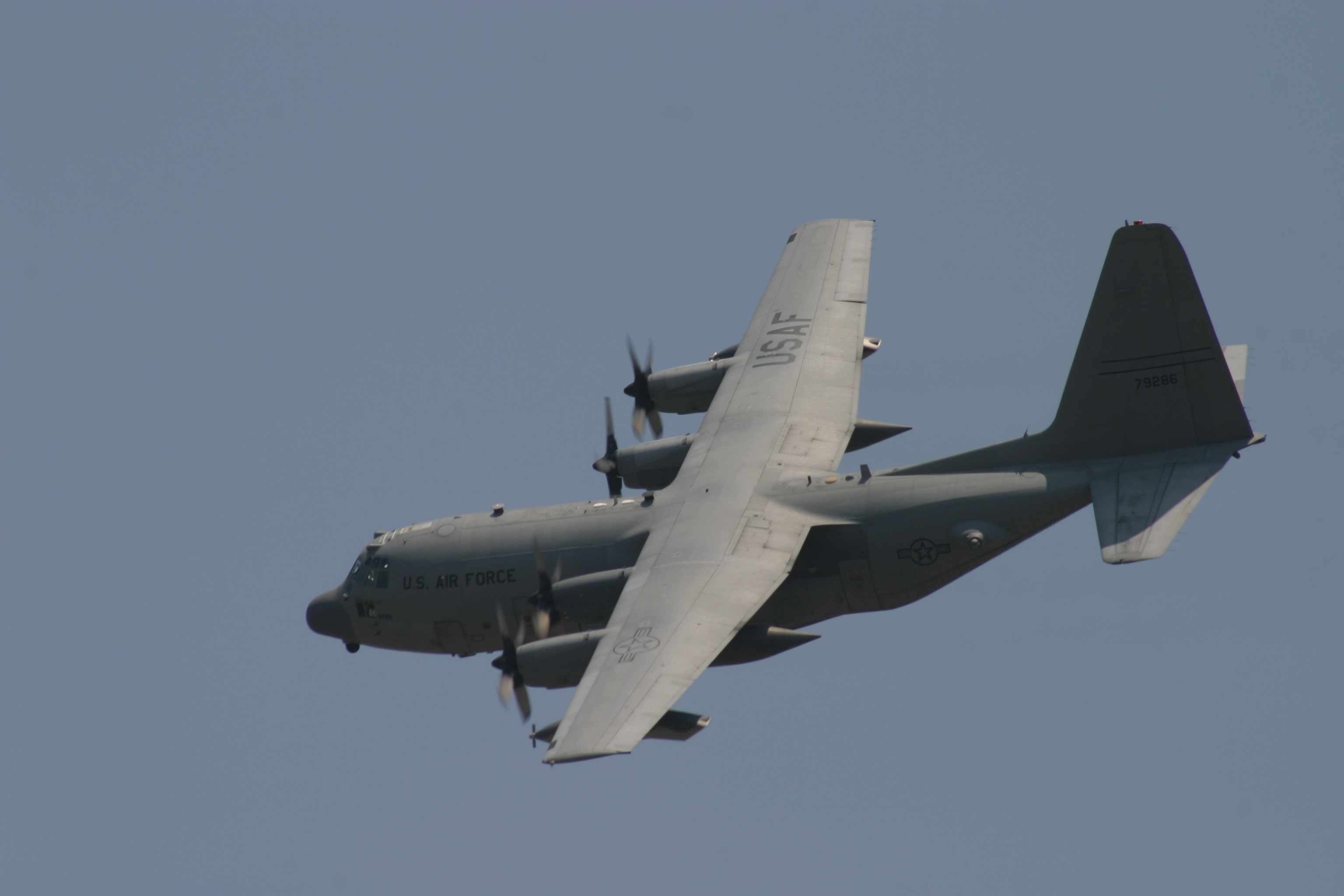
MC-130W Combat Spear volando sobre Hurlburt Field, Florida.

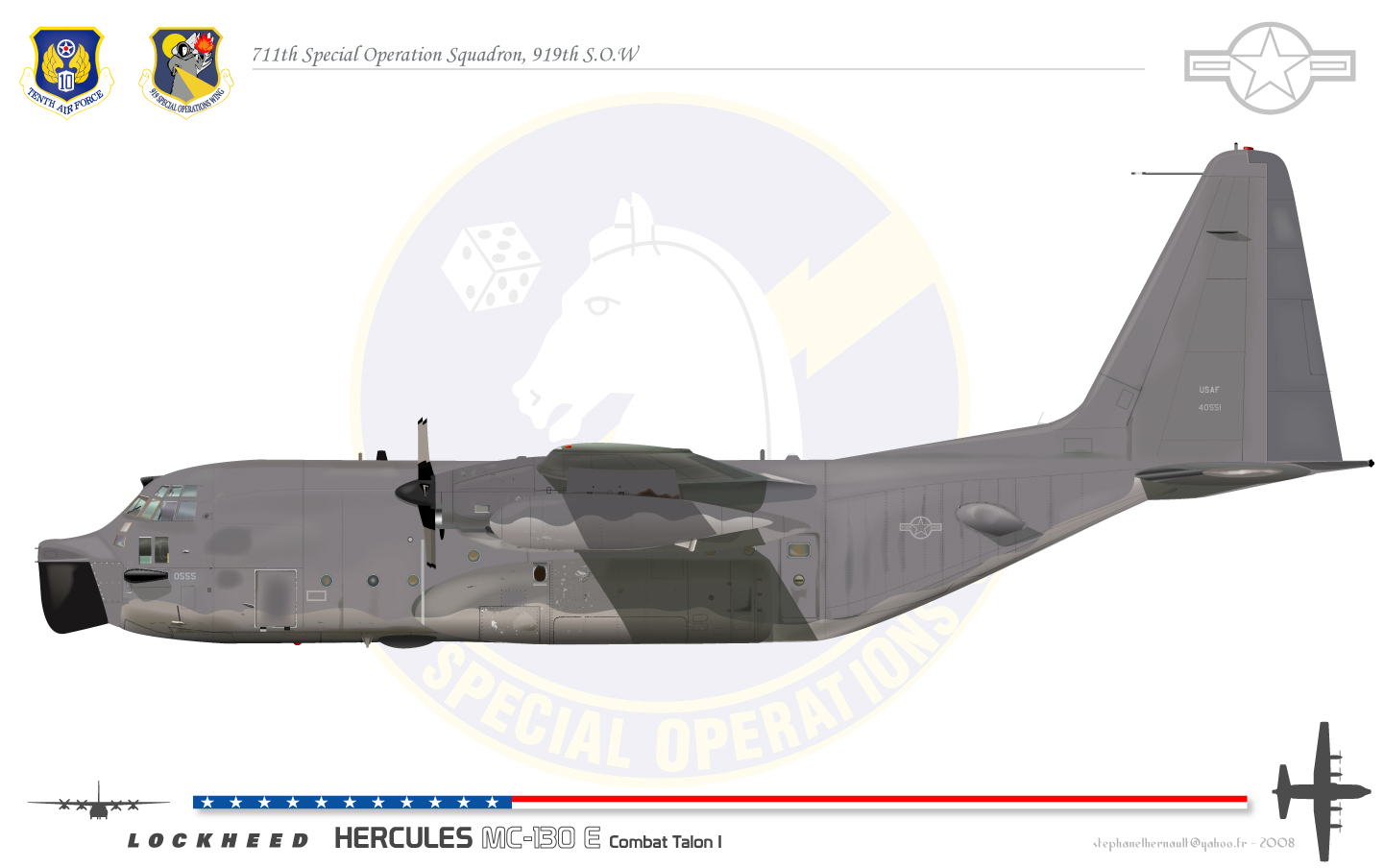
MC-130E Combat Talon I del 711th SOS. 1996-presente.
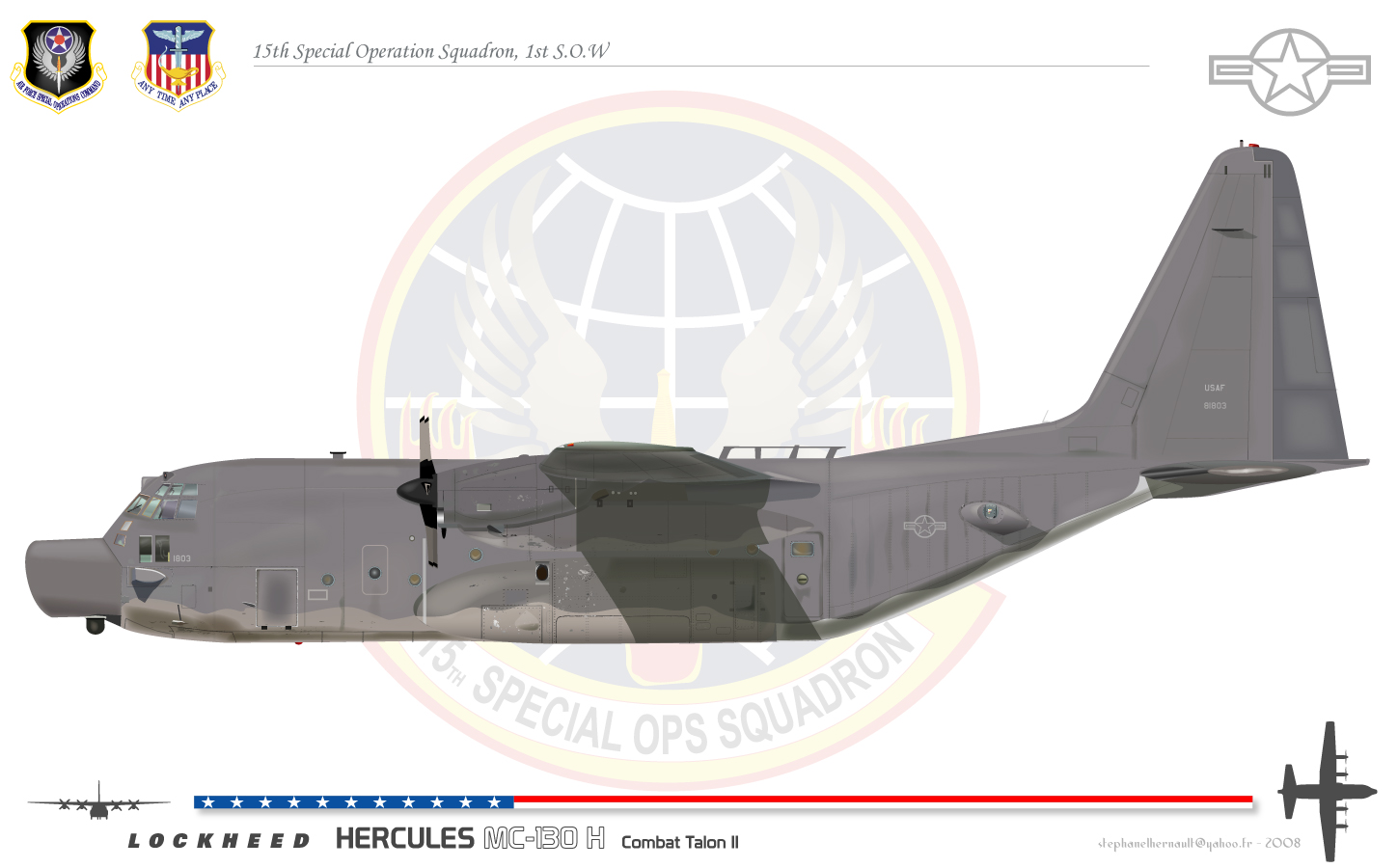
MC-130H Combat Talon II del 15th SOS.
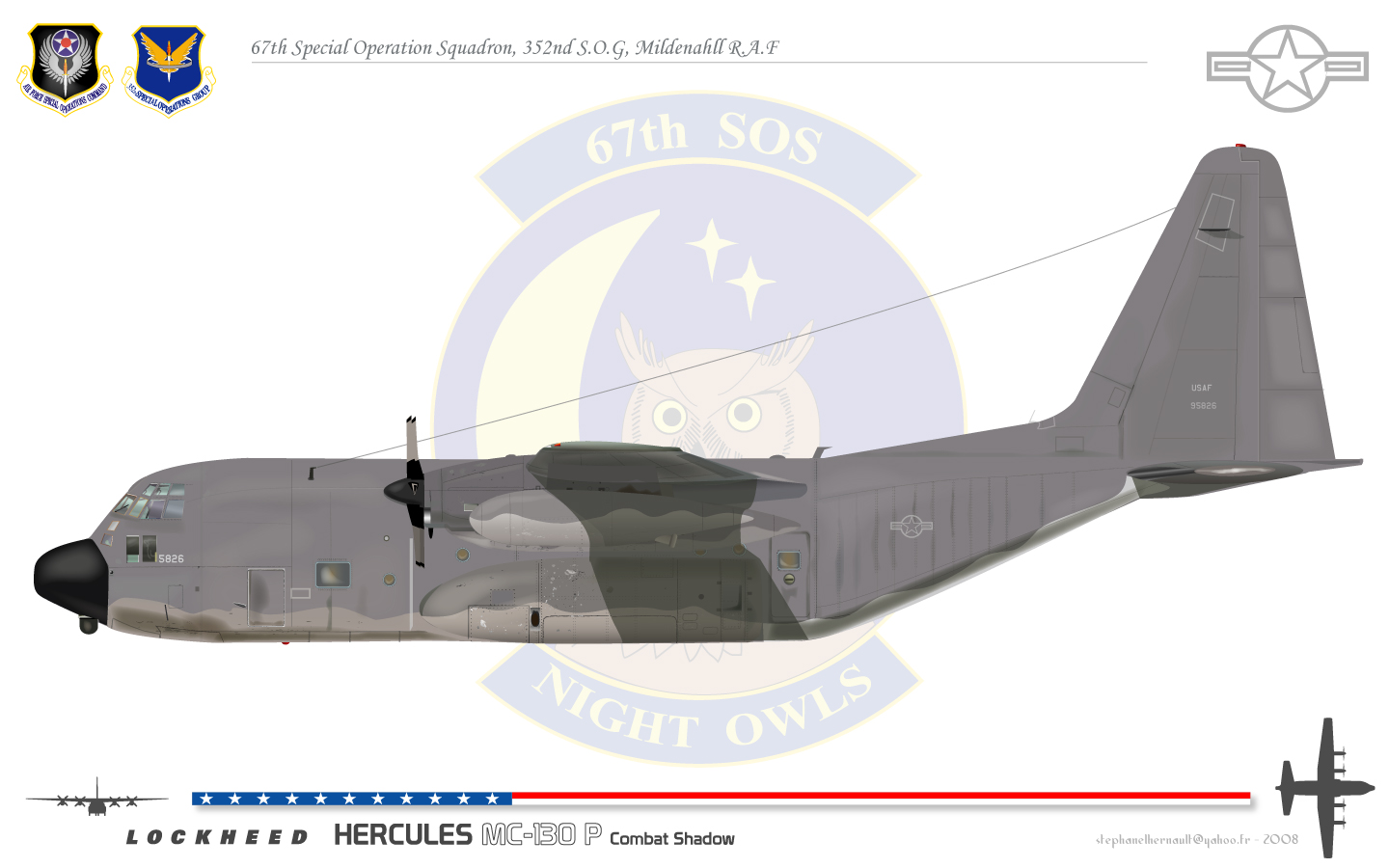
MC-130P Combat Shadow.

## Especificaciones (MC-130H Combat Talon II)
Referencia datos: United States Air Force Factsheet.

### Características generales
- Tripulación: 7
- Capacidad: 77 soldados, 52 paracaidistas o 57 literas para heridos
- Longitud: 30,4 m
- Envergadura: 40,4 m
- Altura: 11,7 m
- Peso vacío: 32.801 kg
- Peso máximo al despegue: 69.750 kg
- Planta motriz: 4× Turbohélice Allison T56-A-15.
  - Potencia: 3.660 kW 4.910 HP cada uno.

### Rendimiento
- Velocidad máxima operativa (Vno): 482 km/h
- Alcance: 4.344 km
- Techo de vuelo: 10.000 m (33.000 ft)

### Aviónica
- Radar de navegación TF/TA APQ-170
- Enlace GPS ARN-151
- Radioaltímetro APN-232
- Unidad de navegación inercial LN-83
- Sistema de imagen por infrarrojo de barrido frontal (FLIR) AAQ-26
- SatCom/data burst radio ARC-187
- Sistema de contramedidas electrónicas (repetidor-transmisor interferidor) ALQ-172
- Sistema de contramedidas ALQ-196
- Receptor de alerta de misiles (IRWR) AAR-44

### Desarrollos relacionados
- Lockheed C-130 Hercules
- Lockheed AC-130 Spectre
- Lockheed DC-130
- Lockheed EC-130 Commando Solo
- Lockheed EC-130H Compass Call
- Lockheed HC-130
- Lockheed LC-130
- Lockheed WC-130